# Märcheneiche am Tiergarten
Die Märcheneiche am Tiergarten steht an der Tiergartenstraße im hannoverschen Stadtteil Kirchrode ein Stück außerhalb des Tiergartens. Sie wurde am 31. Oktober 1983 zum Naturdenkmal erklärt und wird unter der Nummer ND-H 225 (früher ND-HS 17) geführt. Der Baum ist nach seiner Art eine Stieleiche (Quercus robur).
Die erste Unterschutzstellung erfolgte durch die Stadt Hannover als zu dieser Zeit für Naturschutz zuständiger Behörde. Die Aufgaben der unteren Naturschutzbehörde hat inzwischen die Region Hannover übernommen. Sie legte 2010 in einer Sammelverordnung die Naturdenkmale in ihrem Gebiet neu fest und begründete die Unterschutzstellung für diesen Baum mit dieser Beschreibung:
Die Stieleiche (Quercus robur) ist eine der größten im Stadtgebiet von Hannover. Der Name „Märcheneiche“ ist überliefert, der Ursprung jedoch nicht bekannt. Es handelt sich um ein frei gewachsenes Exemplar mit z. T. waagerecht abstehenden Ästen.
und nannte als Schutzzweck
Der Baum ist wegen seines hohen Alters, seiner Größe und seiner besonderen Schönheit schutzwürdig.
Die Internetseite Baumkunde.de beschreibt 2020 den Zustand des Baumes:
Der teilweise hohle Stamm teilt sich in ca. 2 m Höhe in mehrere starke Hauptäste, die eine weit ausladende Krone bilden. Einige Äste wurden vor längere Zeit gestutzt. Der Baum ist abgespannt und abgestützt.
Das Alter des Baumes wird mit 400 bis 500 Jahren, aber auch mit 300 Jahren angegeben, so auch auf dem von der Stadt Hannover neben dem Baum angebrachten Informationsschild.